# Morgen, Kinder, wird’s was geben

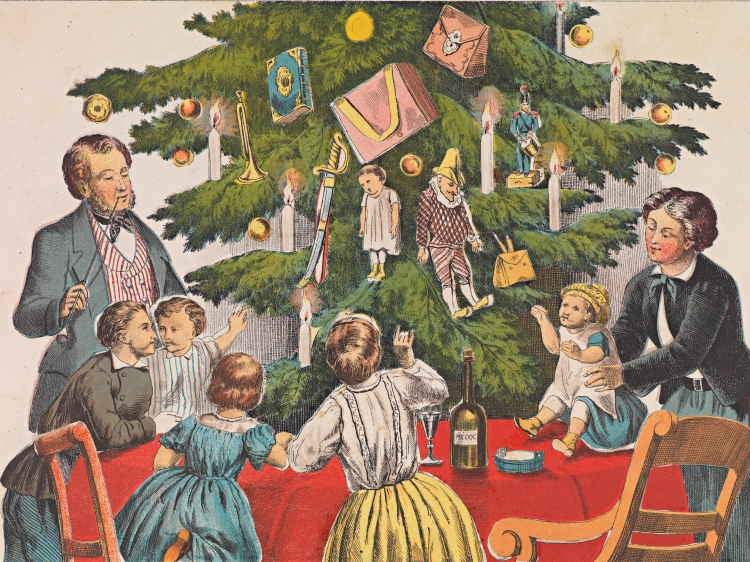
Bescherung unterm Weihnachtsbaum (um 1860)

Morgen, Kinder, wird’s was geben (ursprünglicher Titel: Die Weihnachtsfreude) ist ein deutsches Weihnachtslied, das mit zwei Melodien verbreitet ist.

## Entstehung
Zur Entstehung des Liedes gibt es verschiedene Darstellungen. Max Friedlaender druckt in seinem Buch Das deutsche Lied im 18. Jahrhundert die erste Strophe ab und gibt an, dass sie 1795 in der 2. Auflage der Lieder zur Bildung des Herzens von Karl Friedrich Splittegarb (1753–1802) aus Mittel Steinkirch bei Lauban in der Oberlausitz zum ersten Mal veröffentlicht worden sei. Der Text trägt bei Splittegarb den Titel Die Weihnachtsfreude und besteht aus sieben Strophen. Er geht aber auf ein älteres Lied zurück, das mit den Worten Morgen! morgen wird’s was geben! beginnt und in der 1779–82 erschienenen Kleinen Kinderbibliothek von Joachim Heinrich Campe (1746–1818) abgedruckt ist. Wohl wegen des Titels Frizchens Weihnachtsfreude wird in manchen Auflagen von Büchmanns Geflügelten Worten die Vermutung ausgesprochen, hinter dem unbekannten Autor dieses Gedichts könne sich eventuell Christian Adolph Overbeck verbergen. In Overbecks Sammlung Fritzchens Lieder ist das Gedicht jedoch nicht nachweisbar. Dieses Lied war 1783 von Johann Philipp Kirnberger (1721–1783) und 1787 von Johann Friedrich Reichardt (1752–1814) vertont worden.
Vertonungen von Splittegarbs neuem Text erschienen unter anderem 1809 in der Neuen praktische Singschule für Kinder von Carl Gottlieb Hering (1766–1853) und 1811 in den in Berlin herausgegebenen Melodien zur Liedersammlung von Martin Friedrich Philipp Bartsch (1770–1833). Friedlaender gibt für letztere Melodiefassung (mit Fragezeichen) Bartsch als Komponisten an. In mehreren Liederbüchern wird der Text des Liedes fälschlich Bartsch zugeschrieben. Er soll ihn 1809 auf eine Berliner Volksweise verfasst haben.

## Inhalt

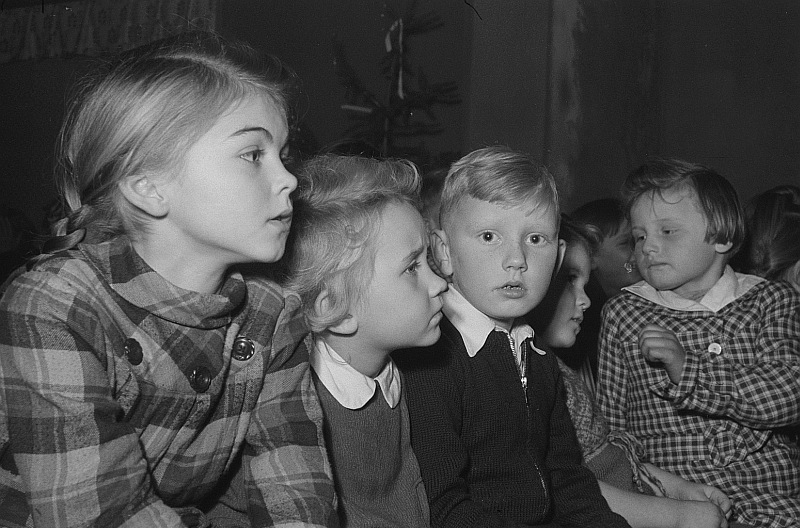
Kinder vor der Bescherung 1952

Einer Entwicklung der Weihnachtslieder im frühen 19. Jahrhundert nach Aufklärung und Säkularisation folgend, wird der sakrale Inhalt des Weihnachtsfests, die Geburt Jesu, in dem Liedtext gar nicht erwähnt. Stattdessen legt der Autor den Schwerpunkt auf die Beschreibung der Vorfreude der Kinder auf die mit dem Weihnachtsfest verbundene Bescherung.
Diese Vorfreude wird genährt durch die Erinnerung an die geschmückte Stube und die zahlreichen Geschenke des Vorjahres. Von einem Weihnachtsbaum, wie er in den später entstandenen Liedern O Tannenbaum (1824) und Am Weihnachtsbaum die Lichter brennen (1841) besungen wird, ist hier noch keine Rede.
Den Schluss bildet eine Mahnung, den Eltern dankbar zu sein, die – und nicht das Christkind oder der Weihnachtsmann – schon lange für das Fest sorgen.
Als Satire auf die Sentimentalität der bürgerlichen Weihnachtsfeier und der diese besingenden Weihnachtslieder verfasste der deutsche Schriftsteller Erich Kästner 1927 unter dem Titel Weihnachtslied, chemisch gereinigt eine sozialkritische Parodie auf dieses Lied, die mit den Worten „Morgen, Kinder, wird’s nichts geben“ beginnt und den Inhalt dieses Liedes in sein Gegenteil verkehrt: Arme Kinder bekommen keine Geschenke und sollen sich auch keine wünschen.

## Text (Splittegarb 1795)
Die Weihnachtsfreude.

Morgen, Kinder, wirds was geben!

Morgen werden wir uns freun!

Welche Wonne, welches Leben

Wird in unserm Hause seyn;

Einmal werden wir noch wach,

Heysa, dann ist Weihnachtstag!

Wie wird dann die Stube glänzen

Von der großen Lichterzahl!

Schöner, als bey frohen Tänzen

Ein geputzter Kronensaal.

Wißt ihr noch, wie vor’ges Jahr

Es am heil’gen Abend war

Wißt ihr noch mein Räderpferdchen?

Malchens nette Schäferinn?

Jettchens Küche mit dem Herdchen,

Und dem blankgeputzten Zinn?

Heinrichs bunten Harlekin

Mit der gelben Violin?

Wißt ihr noch den großen Wagen,

Und die schöne Jagd von Bley?

Unsre Kleiderchen zum Tragen,

Und die viele Näscherey?

Meinen fleiß’gen Sägemann

Mit der Kugel unten dran?

Welch ein schöner Tag ist morgen!

Neue Freude hoffen wir.

Unsre guten Eltern sorgen

Lange, lange schon dafür.

O gewiß, wer sie nicht ehrt,

Ist der ganzen Lust nicht werth.

Nein, ihr Schwestern und ihr Brüder,

Laßt uns ihnen dankbar seyn,

Und den guten Eltern wieder

Zärtlichkeit und Liebe weihn,

Und aufs redlichste bemühn,

Alles, was sie kränkt, zu fliehn.

Laßt uns nicht bey den Geschenken

Neidisch auf einander sehn;

Sondern bey den Sachen denken:

„Wie erhalten wir sie schön,

Daß uns ihre Niedlichkeit

Lange noch nachher erfreut?“

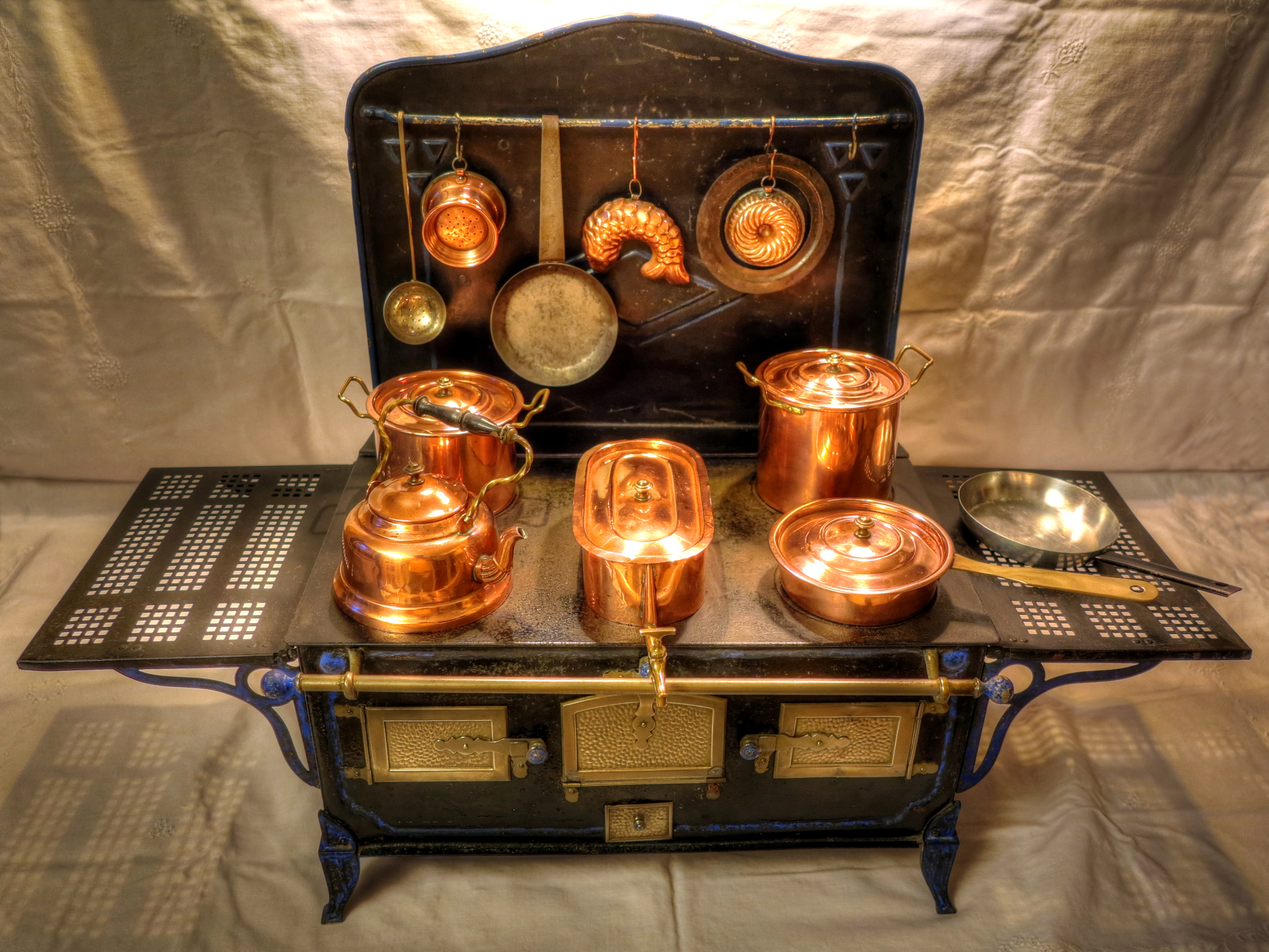
Ein, wie in der dritten Strophe besungener, Puppenherd

In manchen Drucken wird noch eine weitere Strophe unbekannter Herkunft eingeschoben:
Wißt ihr noch die Spiele, Bücher

Und das schöne Schaukelpferd,

Schöne Kleider, woll’ne Tücher,

Puppenstube, Puppenherd?

Morgen strahlt der Kerzen Schein,

Morgen werden wir uns freu’n.

## Melodie
Melodie von Carl Gottlieb Hering (1809):
Alternative Melodiefassung (Max Friedlaender gibt an, dass er „über deren Herkunft […] leider nichts ermitten konnte“. Manche Liederbücher nennen als Herkunft „Berlin um 1811“):
Weitere alternative Melodiefassung, nach dem Volkslied Was kann einen mehr ergötzen: